# Магелланова ржанка
Магелла́нова ржа́нка (лат. Pluvianellus socialis) — птица отряда ржанкообразных, единственный вид рода магеллановых ржанок (Pluvianellus), который выделяют в одноимённое семейство (Pluvianellidae), хотя раньше относили к семейству белых ржанок. Распространена в Южной Америке: на крайнем юге Чили и Аргентины, часть популяции зимует севернее — до полуострова Вальдес, в центральной Аргентине, а иногда даже в провинции Буэнос-Айрес.

## Описание
Магелланова ржанка своим телосложением и поведением похожа на камнешарку. Оперение спины и груди светло-серое, в остальном оперение белое, имеет короткие красные ноги, чёрный клюв и красные глаза. У молодых птиц глаза и ноги желтоватые. Птицы издают призывы, похожие на голубиные.

## Размножение
Магелланова ржанка гнездится вблизи воды, откладывая прямо на землю 2 больших яйца. Обычно выживает только один птенец.

## Питание
Магелланова ржанка питается мелкими беспозвоночными, которых она как и камнешарка подбирает на земле или под небольшими камнями.